# All rights reversed

コピーレフトマーク。著作権マークと異なり法的な意味は持たない。

All rights reversed（オール・ライツ・リバースド）とは、コピーレフトライセンスで著作物を公開する際に使われる言葉である。これは、1910年のブエノスアイレス条約で制定された本来必要である一般的な著作権の注意書きである"All rights reserved"をもじったものである。
「All Rights Reversed」（時折「rites」と書かれることもある）は作家のグレゴリー・ヒルが1960年代後半に自著であるプリンキピア・ディスコルディアの自由な転載を許可するときに使用した。ヒルの免責事項ではコピーライトマークを表す©の代わりにカーシェル「Ⓚ」（カリスティ）を伴っている。
1984、5年にプログラマーのドン・ホプキンスがリチャード・ストールマンに「Copyleft — all rights reversed」（コピーレフト―全ての権利は逆さにされている）というフレーズが書かれた手紙を送った。ストールマンは自身の自由ソフトウェア配布方法を識別するためにこのフレーズを選んだ。このフレーズはしばしばコピーライトマークの反転させたバージョンを伴っている（画像参照）。
「All Rights Reversed」のホモニムである「All」「Rites」「Reversed」とコピーレフトマークは時折製作者が著作物（もしくは通常著作権で保護されるような素材）を公開するときに「これは著作権保護されていないためどのようにでも使ってください」という意思を示す時やコピーを奨励する時、そこからコピーレフトされた素材を使用する時に使われることがある。
オープンソースキャラクターのジェニー・エブリーホェアは「All rights reversed」ライセンスで公開されている。